# AZUKI七
AZUKI七（アズキ なな、7月29日 - ）は、日本の作詞家、作家、写真家、詩人 、キーボーディスト。女性。血液型AB型。1999年から2013年までGARNET CROWのメンバーとしての活動が中心であった。ビーイング所属。

## 概要
4〜5歳頃から18〜19歳頃までピアノを習う。ビーイングに入る以前は別名でモデル活動をしており関西方面の番組出演などもしていた。関西学院大学卒業後の1997年頃、オーディションの課題として作詞を行ったことを契機に作詞家として活動を始め、数年間作品発表のない時期が続く。「太陽の国へ行こうよ すぐに〜空飛ぶ夢に乗って〜」で大黒摩季と作詞を共同で手がけたのち、WANDSやFIELD OF VIEWらに作品を提供している。著書に『80,0』（はちまるまる）という自作未発表詩と写真で綴られた詩集がある。写真作家としては詩集のほかにGARNET CROWのジャケット写真などにも作品を提供している。キーボーディストとしては、GARNET CROWとしての演奏の他、2003年にはゲスト奏者としてWAGなどのライブに参加している。
作詞の傾向としては、無常観、寂寥感、死といった観念的な専門用語や当て字を数多く使用するなどの、独特な歌詞回しをする。専門用語の一例としては、本人が頻繁に十字架を象徴したアクセサリーを着用していることからもわかるように、キリスト教、仏教等、複数の宗教や神話からのものがある。
代表的な単語として、ユダヤ教およびキリスト教からは「JESUS」や、旧約聖書の民数記35章より「逃れの町」等、仏教概念からは「輪廻」や「三途の川」等を挙げることができる。また、芸術に影響を受けたであろうフレーズもしばしば使用しているのも特徴であり、文学作品から「青い花」や「ノヴァーリス」、「サガン」、「Duras」、「HUMAN LOST」等、絵画からは「Rembrandt」、「Ophelia」、「Serusier」等がフレーズとして挙げられる。また「基本的に女性ボーカルは嫌い」だが「中村由利の声やコーラス・ワークにベタボレ」と言い、歌詞も明確に表現したいものがあるのではなく、彼女の声や曲によって引き出されているところが大きい。歌詞の解釈に関しても「受けとり方は人それぞれ」「作った物が作品ではなくて、それを受け取れる人が受け止めて膨らんだ分だけそこに生まれた空間が作品」とし、自ら明言する事はない。
週3〜4冊の本を読む読書家であり、その他にも、スキー、ダイビング、テレビゲーム、コスプレ、陶芸、土いじり（本人自身の表現による）、釣り、イタリアン料理、登山、アーチェリーといった幅広い趣味を持つ。インタビューなどでは関西弁で話している。写真撮影にも造詣が深く、その作品はCDジャケットや著書で目にすることができる。好きな食べ物は「ハーブ系のもの」。嫌いな食べ物は「牛乳」。
2013年のGARNET CROW解散以降、活動は同年のMEG「clair de lune」のみだったが、2023年、Rainy。「...and Rescue Me」で10年ぶりに作詞提供を行った。同曲は『名探偵コナン』のEDテーマに採用された。

## 作詞提供
- 岩田さゆり「空色の猫」（作曲は中村由利、編曲は古井弘人と、GARNET CROWと同じ形態で提供し、GARNET CROWが2005年10月26日に発売したベストアルバム『Best』にてセルフカバーしている。）
- 上原あずみ「青い青いこの地球に」「Special Holynight」（両曲共に上原あずみと作詞）
- 大黒摩季「太陽の国へ行こうよ すぐに〜空飛ぶ夢に乗って〜」（共作）
- 岡本仁志（「SUPER LIGHT」名義を含む） 「First fine day」「joyride」「Res-no」「Sweet×2 Summer Rain」「Happy Trash」「a first fine day|手遅れな再会」「Stray Beast」「翼」「LOST CHILD」「Autumn Sky」「静寂の間に」「It's only one」「sphere」「海鳴り」
- 岸本早未「迷Q!?-迷宮-MAKE★YOU-」「OPEN YOUR HEART」「愛する君が傍にいれば」「会いたくて」「カマワナイデ」「同じ世界で」「SODA POP」「reigning star」「Yes or No?」「みえないストーリー」「It's so easy...」「風に向かい歩くように」「素敵な夢みようね」「Dessert Days」「NEVER CHANGE」「NON-FICTION・GAME」
- Soul Crusaders 「SAFETY LOVE」「感傷」「Free my mind」「Lonesome Tonight 〜君だけ見つめてる〜」「Resolution」「DO YOU FEEL LIKE I LIKE?」「Holiday」
- 高岡亜衣「To Beat The Blues」「Summer Flooding」「Never to Return」「夏のある日に」
- 竹井詩織里「静かなるメロディー」「close line」「君に恋してる」「夕凪」「桜色」「きっともう恋にはならない」「Like a little Love」
- DEEN「遠い遠い未来へ」
- Harajukuロンチャーズ「気分はSuper Girl!」（カヴァー曲としてももいろクローバーの「未来へススメ」のカップリング曲に収録）
- FIELD OF VIEW「CRASH」「青い傘で」
- MEG「clair de lune」（アルバム『CONTINUE』）（GARNET CROW解散後の初提供作品）
- WAG「Free Magic」「悲しみの雨」（共作）
- WANDS「「今日、ナニカノハズミデ生きている」」
- Rainy。「...and Rescue Me」「世界は君とはじまる」

## 書籍
- 『80,0』（株式会社ジェイロックマガジン社、2001年1月31日(ISBN 4-916019-25-3 C0095)）

### 関連書籍
- GARNET CROW『GARNET CROW photoscope 2005 〜5th Anniversary〜』（株式会社ジェイロックマガジン社、2005年1月21日(ISBN 4-916019-41-5 C0073)）